# Kemuja
Kemuja is een bestuurslaag in het regentschap Bangka van de provincie Bangka-Belitung, Indonesië. Kemuja telt 4929 inwoners (volkstelling 2010).